# David Grimán
David Grimán (* 10. März 1967 in Los Teques, Venezuela) ist ein ehemaliger venezolanischer Boxer im Fliegengewicht.

## Profikarriere
Im Jahre 1989 begann er erfolgreich seine Profikarriere. Am 15. Dezember 1992 boxte er gegen Khaosai Galaxy um die WBA-Weltmeisterschaft und gewann durch technischen klassischen K.o. in Runde 5. Diesen Gürtel verteidigte er insgesamt zweimal und verlor ihn im Februar 1994 an Saen Sor Ploenchit nach Punkten.
Im Jahre 1997 beendete er seine Karriere.